# ديف ماكفارلين
ديف ماكفارلين (بالإنجليزية: Dave MacFarlane)‏ هو لاعب كرة قدم بريطاني في مركز الوسط، ولد في 16 يناير 1967 في Irvine, North Ayrshire ‏ في المملكة المتحدة، وتوفي في 30 أكتوبر 2013 في كيلمارنوك ‏ في المملكة المتحدة. لعب مع نادي بارتيك ثيسل ونادي دندي ونادي رينجرز ونادي كيلمارنوك.